# Invasion of the Squirellanoids
Invasion of the Squirellanoids (рус. Нашествие белконоидов) ― третий (судя коду 203, на самом деле второй) эпизод второго сезона мультсериала «Черепашки-ниндзя» под номером 28 (судя по коду 203 — 29), премьера которого состоялась 19 октября 2013 года в США и 23 февраля 2014 года в России. Отслеживая мутаген, черепахи приносят мутировавшую белку обратно в логово. Когда он начинает размножаться, черепахи должны охотиться на белок-мутантов и предотвращать их побег в город.

## Сюжет
Эпизод начинается с черепах в Панциробусе, обыскивающих улицы Нью-Йорка в поисках каждого упавшего контейнера мутагена, который был случайно пролит ими в «Новой мутаций». Микеланджело показывают читающим страшные комиксы — и Рафаэль предупреждает Майки, что у него будет больше кошмаров, если он будет продолжать их читать. Но затем мутагенный трекер Донателло начинает жужжать, что указывает на то, что тина должна быть поблизости. Черепахи следуют за сигналом к заброшенному кинотеатру, где они находят бездомного человека, подвергшегося нападению белки. Это не только маленькая белка, но и противная мутантная белка (которая обнаруживается, когда она высовывает свой отвратительный язык)! Черепахи явно напуганы этим, и, прежде, чем они могут что-либо сделать, мутантная белка лезет в рот человеку и заставляет его упасть в обморок.
Черепахи, все, кроме Рафаэля и Микеланджело, предлагают взять бездомного в свое логово и помочь ему. Однако Леонардо и Донателло объясняют им, что падение мутагена было их ошибкой — и поэтому они сами должны были бы помочь человеку, у которого в желудке есть мутантная белка (которая мутировала во время инцидента)! Лео даже предлагает им разобраться со Сплинтером. Пока он это делает, Раф, Донни и майки кладут мужчину на стол в лаборатории Донни. Он анализирует человека, и Майки говорит Рафаэлю, что то, что происходит с этим человеком прямо сейчас, также произошло с парнем в одном из его комиксов. Однако Раф не соглашается и велит ему остановиться. Затем Лео подходит к ним и говорит, что с их хозяином все в порядке; главное, чтобы они вывели парня из логова до того, как Сплинтер закончит медитировать. Прежде чем Донни успевает сделать что-то ещё, бездомный начинает бормотать слова, которые они не совсем способны понять. Майки говорит, что парень видел, как белка мутировала и напала на него, но он почти в порядке; Раф поправляет, что он сумасшедший. Лео комментирует, что никто не будет слушать сумасшедшего парня, болтающего о гигантских Черепашках-ниндзя, живущих в канализации. Внезапно человек снова начинает задыхаться и выплёвывает двух белок. Донни находит это откровение совершенно беспрецедентным. Человек снова впадает в панику и выбегает из лаборатории Донателло, а Раф бежит за ним, чтобы попытаться успокоить его и вывести из канализации.
Затем показывают, как Майки прыгает на своей кровати и ест пиццу, когда он ложится, делая вид, что ничего не произошло. Раф, однако, не забыл, что они делали, и замирает, когда они слышат звуки маленькой белочки на одной из полок с фигурками Микеланджело. Раф спешит попытаться достать его, но промахивается. Она бежит прямо к лицу Рафаэля и попадает ему в рот, заставляя Рафаэля заткнуться, а его младший брат успевает только закричать от страха.
Донни тоже кладет Рафа на стол, и тот начинает паниковать и кричать, утверждая, что чувствует, как грызун извивается в его кишечнике. Донни говорит ему, чтобы он успокоился и что все будет просто замечательно. Майки объясняет, что в его комиксе инопланетянин, который изображен, распространяет слизь внутри слизистой оболочки желудка, и она в конечном счете размножается, чтобы сделать другого инопланетянина. Донателло говорит Рафаэлю, что они собираются сделать операцию, и Майки хватает ближайшую бензопилу и заставляет Рафа на секунду поверить, что он собирается разрезать его торс. Однако Раф быстро понимает, что он только что сделал это, чтобы ещё больше напугать его, и он только перерезал замки, заставив черепах смеяться. Прежде чем Раф успел пререкаться и дать волю своей ярости, он ослабел и снова начал задыхаться. Затем он вываливает из своих кишок ещё двух белок. Белки таинственно начинают светиться, и все электричество затем гаснет, оставляя их в ловушке в темноте. Сплинтер слышит шум и суматоху и спешит на помощь своим сыновьям. Затем светящиеся мутанты убегают и исчезают.
Леонардо приказывает своим братьям снова разделиться и они это делают. Они ищут их повсюду в логове и, кажется, не могут найти. Майки проверяет одну комнату, но там тоже ничего нет. Затем, идя назад, он случайно натыкается на Рафа. Вскоре они слышат шум, который в точности совпадает с тем, что Майки «слышал» в своем комиксе; Рафаэль озадачился, спросив, как он может звучать так же, когда звук был в книге. Прежде чем они могут продолжить свой разговор, Раф смотрит прямо вверх и замечает гигантского мутанта над ними двумя! Майки в шоке смотрит на мутанта, говоря, что белки превратились в другую стадию: Белконоиды.
Оба брата кричат в панике, и Леонардо слышит их из центральной части своего логова. Донателло кричит, что там белка, и, конечно же, ещё одна белка нападает на Донни. Другая нападает на Леонардо; и Микеланджело с Рафаэлем убегают от того, кого они только что заметили. Затем Сплинтер бросается защищать черепах. Они спасаются бегством. Лео восклицает своему сэнсэю, что они только что сделали прорыв для него в канализацию, которая со временем выведет на поверхность. Сплинтер говорит им, чтобы они пошли выслеживать их, а сам клянется защищать логово на случай, если звери вернутся. Майки начинает нервничать и бояться, что его отец не идёт с ними. Сплинтер спрашивает их, кто хочет доказать, что они одни из самых храбрых, самых сильных духом и достойных ниндзя. Но вместо этого Донни решает использовать Железную голову, чтобы найти трех мутантов, и он говорит Сплинтеру, что здесь есть какой-то урок, например, мозги над храбростью или «что-то вроде этого». Сплинтер дерзит своему сыну, говоря, что часть «что-то» была наиболее точной. Майки говорит, что это также произошло в его комиксе ужасов, но на этот раз никто не может протестовать, услышав громкий шум через глаза робота на экране. Они замечают одного Белконоида, и он нападает на изобретение, отламывая ему голову. Майки утверждает, что эта самая часть тоже была в книге. Донни подчеркивает и говорит, что он исправит Mеталлическую голову, оставляя Сплинтера, чтобы сказать им, что он был прав.
Теперь, когда робот полностью уничтожен, черепахам ничего не остается, как отправиться на поиски опасных мутантов самим. Раф спрашивает, что они будут делать, если найдут мутантов; Майки отвечает, что мутанты найдут их. И снова Лео велит им всем разделиться, но на этот раз по команде. Майки утверждает, что они все ещё разделяются, и Лео игнорирует его аргумент, и он говорит Донни искать вместе с ним, оставляя майки и Рафа снова быть партнерами. Пока они оба ищут, Раф спрашивает, победили ли выжившие инопланетян и как они это сделали. Однако Раф начинает сожалеть, что он спросил, когда Майки говорит ему, что все люди в нём были убиты, пока не остался только один оставшийся в живых. Затем они слышат громкий шум, издаваемый белокрылкой. Тем временем Донни ловит сильный радар, и вскоре он тоже слышит тот же звук. Белокожие начинают атаковать Донни, и Лео приказывает ему отступить. Убегая, они оба натыкаются на Рафа и майки. Они начинают сталкиваться с злобными мутантами-злодеями и умудряются забить несколько хороших ударов по мерзким тварям, пока наши герои не окружены ими. Затем Рафаэль спрашивает Микеланджело, удалось ли и как единственному выжившему победить инопланетян — и майки отвечает, что выживший заманивает инопланетянина, но прежде чем он может закончить, он связывает своих братьев. Леонардо думает, что у него есть план. Черепахи вновь обретают чутье и снова пытаются победить злодеев, но в конце концов их загоняют в угол.
Но потом Белконоиды учуяли запах еды — и оказалось, что это Микеланджело держит в руках пакет попкорна, отвлекая их от своих черепашьих братьев. Итак, у молодого Микеланджело действительно был эффективный план. Майки начинает убегать, но не раньше, чем бросает пакет попкорна в канализационную воду. Затем белокрылые прыгают в воду с намерением съесть её, и майки поворачивает ближайшее колесо, чтобы вода текла вниз, к септикам, и, в конечном счете, мутанты спускаются внутрь. Майки шепчет «Буякаша», показывая, что ему это удалось.
Внезапно, веревочный язык белконоида взлетает вверх и хватает ногу майки и тянет его в падающую воду вместе с ними. Майки тоже спускают вниз по большому проходу в другую часть канализации, и он погружается внутрь, начиная тонуть. Незадолго до того, как он тонет, Рафаэль ловит его руку и отрезает язык белки. Майки поднимают вверх — и это показывает, что Леонардо, Донателло и Рафаэль держатся друг за друга, чтобы спасти Майки. Их брат, наконец, спасен, но ещё один мутант бросается на майки из воды и почти уносит его с собой. Но Рафаэль использует свои сюрикены, чтобы уничтожить его, и злобный мутант хлынул вниз. Все они рады, что Майки наконец-то в безопасности.
Вернувшись в логово, Раф говорит, что чтение комиксов Майки действительно окупилось, и это помогло им всем добиться успеха; все из-за травли животных едой. Донни разочарован собой за то, что не подумал об этом. Мудрые слова Микеланджело в этом эпизоде таковы: "не каждый может быть мозгом этой одежды.- Тогда Мастер Сплинтер говорит им, что один из их врагов мог бы найти способ сбежать, но Раф говорит, что они ушли навсегда…Но Майки говорит им всем, что были сиквелы к его комиксу, которые касаются возвращения инопланетян.
Этот эпизод заканчивается тем, что инженер (которого также видели в фильме «Оно пришло из глубин») спускается куда-то в канализацию. Он находит там пакетик попкорна и начинает его есть. Затем в темноте позади него появляется фигура белки и хватает его сзади, закрывая ему рот.

## Роли
- Джейсон Биггз ― Леонардо
- Шон Астин ― Рафаэль
- Роб Полсен ― Донателло
- Грег Сайпс ― Микеланджело
- Хун Ли ― Сплинтер
- Нолан Норт ― Бездомный, Макмэн

### Роли дублировали
- Илья Хвостиков ― Леонардо
- Сергей Смирнов ― Рафаэль
- Иван Калинин ― Донателло
- Андрей Бархударов ― Микеланджело
- Александр Воронов ― Сплинтер
- Андрей Гриневич ― Макмэн

Эпизод был озвучен студией SDI Media Russia в 2014 году. Режиссёр дубляжа ― Андрей Гриневич.

## Производство
Серия «Нашествие белканоидов» была написана Тоддом Гарфилдом; Макгрегор Миддлтон, Питер Гастингс и Сиро Ньели взяли роль продюсеров. Впервые данная серия была показана 19 октября 2013 года в США на телеканале «Nickelodeon».
Серия «Нашествие белканоидов» была выпущена на DVD-диске «Mutagen Mayhem» 18 марта 2014 года в США, а чуть позже и в России